# Herrschaft Storkow

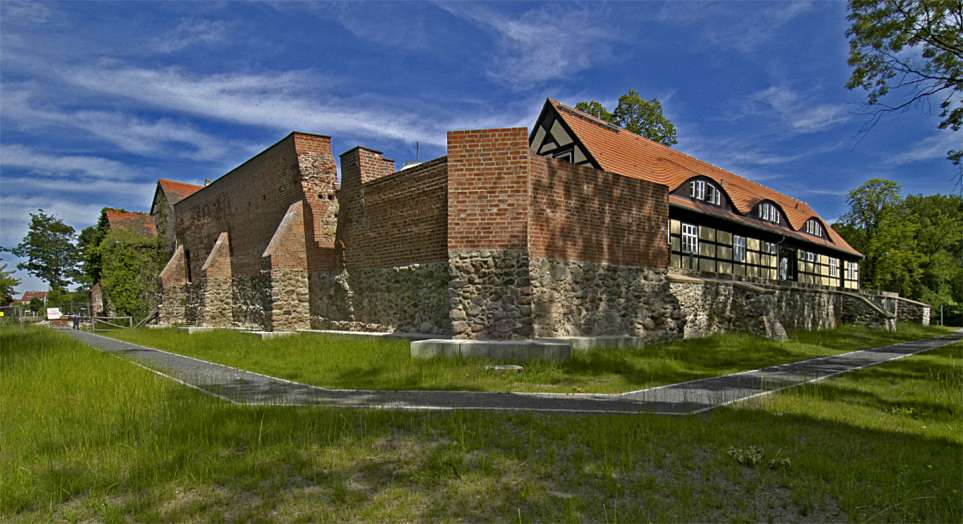
Burg Storkow (nach der Rekonstruktion 2009), Residenz der Bischöfe von Lebus, später Amtssitz des Amtes Storkow

Die Herrschaft Storkow war eine ursprünglich zur Niederlausitz bzw. genauer Markgrafschaft Lausitz gehörende Adelsherrschaft, die bereits 1209 erstmals urkundlich fassbar wird. Sie kam zusammen mit der (Nieder-)Lausitz 1367 unter die Oberlehensherrschaft des Königreichs Böhmen. Die Herrschaft wurde 1518 zusammen mit der östlich anschließenden Herrschaft Beeskow von ihren Besitzern, dem in Geldnöten steckenden Adelsgeschlecht der Biebersteiner an den Bischof von Lebus verpfändet. Die hochverschuldeten Biebersteiner konnten das Pfand nicht mehr auslösen. Nach deren Aussterben 1551 im Mannesstamm fiel das Lehen nominell an die böhmische Krone zurück. 1555/6 wurde das Pfand vom letzten Bischof von Lebus weitergereicht an den brandenburgischen Markgrafen Johann von Küstrin, der die Herrschaft bis zu seinem Tod 1571 innehatte. Gegen hohe Geldzahlungen an den böhmischen König und deutschen Kaiser Ferdinand I. wurde die Pfandherrschaft zunächst verlängert. Erst 1575 erlangte der brandenburgische Kurfürst Johann Georg die erbliche Belehnung; die Herrschaft Storkow (und die damit verbundene Herrschaft Beeskow) wurde nun ein Teil der Kurmark, obwohl nominell die böhmische Oberlehensherrschaft bis 1742 bestehen blieb. Aus den beiden Herrschaften bildete sich im Verlauf des 18. Jahrhunderts der Beeskow-Storkowische Kreis heraus, der 1815/6 aufgelöst, 1836 jedoch als Kreis Beeskow-Storkow wieder hergestellt wurde und bis 1950 Bestand hatte. Das Gebiet der ehemaligen Herrschaft Storkow gehört heute zum Landkreis Oder-Spree (Brandenburg), ein kleinerer Teil im Süden auch zum Landkreis Dahme-Spreewald.

## Geographie
Die östliche Grenze zur Herrschaft Beeskow verlief ab etwa Plattkow nach Norden über die Seenkette Godnasee, Grubensee, Melangsee, Springsee, Großer Glubigsee, Scharmützelsee und Petersdorfer See, um bei Fürstenwalde auf die Spree zu treffen. Die Nordgrenze wurde dann bis Neu Zittau durch die Spree gebildet. Die weitere Grenze verlief wohl durch den Wernsdorfer See und Krossinsee nach Südwesten und folgte dann dem Verlauf der Dahme bis südlich von Märkisch Buchholz. Die Südwestgrenze verlief südlich vom Köthener See und Krausnick wieder zur Spree. Die Südostgrenze folgte nun nicht weiter der Haupt-Spree, sondern ab etwa Groß Wasserburg der Pretschener Spree bis Plattkow.

## Geschichte
Die Existenz der (ursprünglich) zur Lausitz (= spätere Niederlausitz) gehörenden Stadt und Burg Storkow wurde in zwei Urkunden von 1209 erstmals schriftlich überliefert. Storkow ist dann später Sitz der gleichnamigen Herrschaft und des gleichnamigen Amtes. Mangels Urkunden kann auch über die ältere Geschichte des Gebietes, Vorbesitzer und Erwerb durch die Meißner Markgrafen, nur spekuliert werden.

### Frühzeit und 13. Jahrhundert
Bisher ist nicht bekannt, wann die Strele in Besitz der Herrschaft Storkow kamen. Zwar folgert Kurt Zahn aus der Tatsache, dass ein Reinhard von Strele in verschiedenen, die Lausitz betreffenden Urkunden ab 1202 als Zeuge auftritt, dass die Strele bereits um 1200 im Besitz der Herrschaft Storkow waren. Zahn berücksichtigt jedoch nicht genügend, dass ausgerechnet dieser Reinhard in der Schenkungsurkunde vom 2. Mai 1209 als Zeuge fehlt, obwohl die Schenkung in Storkow, in wie Zahn annimmt seinem Herrschaftsbereich, vorgenommen wurde. Erst 1272 werden die von Strele erstmals in Beeskow erwähnt. Die urkundliche Bestätigung, dass die von Strele in Storkow ansässig waren, erfolgte sogar noch deutlich später.

### 14. bis 15. Jahrhundert
1284 erscheint der Geistliche Heinrich von Storkow in zwei Urkunden als Zeuge. 1311 ist dieser Heinrich von Storkow wiederum Urkundszeuge, diesmal zusammen mit Friedrich und Johann von Strele. Ob letztere zu dieser Zeit die Herren in Storkow waren geht aus der Urkunde nicht hervor. Erst 1321 ist der erste Strele in Storkow auch urkundlich in Storkow belegt. In diesem Jahr bestätigte Reinhard von Strele zu Storkow und Herr von Beeskow dem Knappen Otto von Wüstenhain im Dorf Selchow einige Lehen sowie die Mühle in Prieros.
1365 bezeugte Ulrich von Biberstein die Belehnung des Botho von Torgau mit der Herrschaft Beeskow und des Reinhard von Strehla/Strele mit der Herrschaft Storkow sowie mit einigen Höfen in Reichwalde durch Herzog Bolko II. von Schweidnitz, den damaligen Pfandherrn der Mark Lausitz.
1394 verkaufte Johann von Biberstein die Herrschaft Beeskow an Herzog Swantibor III. von Pommern-Stettin. Der Verkauf kam letztendlich nicht zustande und mündete in kriegerischen Auseinandersetzungen, da die Pommern-Herzöge ihre Ansprüche nicht aufgaben. Diese gipfelten 1428 in der Zerstörung von insgesamt 15 Dörfern und einigen anderen nicht namentlich genannten Gütern in der Herrschaft Beeskow. 1448 gab es weitere kriegerische Auseinandersetzungen, als der Pommern-Herzog Joachim Beeskow belagerte. In der Verkaufsurkunde ist von Storkow nicht die Rede. Auch bezeichnete sich der Pommernherzog Swantibor nie als Herr von Storkow. Unter den zerstörten Dörfern waren auch keine Dörfer, die zur Herrschaft Storkow gehörten. Die Forschung nimmt daher an, dass tatsächlich nur die Herrschaft Beeskow an den Pommernherzog verkauft wurde und nicht auch die Herrschaft Storkow.
1448 vermachte Wenzel von Bieberstein die Herrschaften Beeskow und Storkow dem Fürsten Georg von Anhalt-Zerbst für den Fall, dass er ohne Erben sterben sollte, behielt sich allerdings die Widerrufung dieser Abmachung vor. 1451 widerrief er tatsächlich diese Sukzession und trug sie dem brandenburgischen Markgrafen Friedrich II. auf. Er wies Schlösser, Städte und Mannschaften der beiden Herrschaften an, dass sie nach seinem Tode oder nach dem Tod seines männlichen Erben nur dem brandenburgischen Kurfürsten zufallen sollten. Markgraf Friedrich II. erklärte gegenüber dem Wenzel von Bieberstein, dass alle Ansprüche des inzwischen verstorbenen Herzogs Joachim von Pommern-Stettin und seiner Erben an Beeskow null und nichtig seien und versprach, auch für Schäden aufzukommen, die eventuell noch den Untertanen der Herrschaft Beeskow durch den Herzog von Pommern-Stettin bzw. dessen Erben zufügt würden. Die Städte Beeskow und Storkow leisteten Friedrich II. von Brandenburg daraufhin die Eventualhuldigung. Der Vertrag zwischen Wenzel von Bieberstein und dem brandenburgischen Markgrafen Friedrich II. wurde 1452 durch den böhmischen König Ladislaus und 1459 und 1462 durch den böhmischen König Georg von Podiebrad bestätigt.

### Die Reste der Herrschaft Reichwalde werden zur Herrschaft Storkow gezogen
1301 wurde die Burg Reichwalde erstmals genannt. Sie erscheint im weiteren Verlauf der Geschichte als eine Herrschaft mit bis zu 13 Dörfern. Sie war meist mit dem Besitz der Herrschaft Beeskow verbunden. 1377 kamen Johann und Ulrich von Biberstein in den (Mit-)Besitz, 1382/84 in den Vollbesitz der Herrschaft. 1414 verkaufte Johann von Bieberstein einen Teil der Dörfer an die Stadt Luckau. Andere Dörfer waren an Aftervasallen vergeben. Sie blieben formell Teil der Herrschaft Reichwalde. 1487 belehnte Johann von Bieberstein den Christoph Paserin mit Gütern in den Dörfern Stöbritz, Willmersdorf und Alteno in der Herrschaft Reichwalde, die jetzt zur Herrschaft Storkow gezogen sind. Bei anderen brandenburgischen Exklaven in der Niederlausitz ist die Herkunft via Herrschaft Reichwalde weniger klar, aber zu vermuten. Sie werden unterschieden von benachbarten, ebenfalls zur Mark Brandenburg gehörenden Exklaven des Cottbusischen Kreises (z. B. Bischdorf, Tornow oder Garrenchen).

### Beeskow und Storkow unter den sächsischen Kurfürsten
Die von Brandenburg erhoffte Sukzession trat nicht ein, denn Wenzel II. von Bieberstein bekam doch noch einen männlichen Erben, Johann V., der nach dem Tod von Wenzel II. die Herrschaften Beeskow, Storkow und Sorau übernahm. Johann V. von Bieberstein war schwer verschuldet und verpfändete 1477 um 62.000 Rheinische Gulden die Herrschaften Beeskow, Storkow und Sorau an die brüderlich gemeinsam regierenden Herzöge und Kurfürsten Ernst und Albrecht von Sachsen. Die sächsischen Kurfürsten teilten den Inhalt des Vertrages dem brandenburgischen Markgrafen Johann mit und baten ihn, alle feindseligen Angriffe auf Johann V. von Bieberstein zu unterlassen. Zwar wollte der brandenburgische Markgraf den Vertrag nicht anerkennen, er wurde jedoch 1478 vom böhmischen König Matthias Corvinus bestätigt.
Um eventuellen brandenburgischen Übergriffen zuvor zu kommen, besetzte der königliche Feldhauptmann Jan Selny von Schonow Beeskow und Storkow. Im März 1479 huldigten Sorau, Beeskow und Storkow den beiden sächsischen Kurfürsten. 1490 starb Johann V., und damit starb auch die ältere Linie der Biebersteiner aus. Die sächsischen Kurfürsten übernahmen nun die drei Herrschaften. Doch die Biebersteiner der jüngeren Linie Ulrich V., Friedrich III. und Matthias erhoben Ansprüche auf das Erbe ihres Vetters Johann, und auch König Vladislav II. als Lehensherr des Johann V. stimmte der Übernahme der Biebersteinischen Besitzungen durch die sächsischen Kurfürsten nicht zu. 1497 erhielt Ulrich V. von König Vladislav II. die Herrschaften Beeskow und Storkow zurück. Allerdings weigerten sich die sächsischen Fürsten die beiden Herrschaften zu räumen. 1501 sprach sich auch ein Gericht für die Rückgabe der Biebersteinischen Besitzungen an Ulrich V. aus. Es folgten weitere endlose Verhandlungen, die letztendlich 1511 dazu führten, dass Ulrich V. von Bieberstein 1512 die beiden Herrschaften Beeskow und Storkow sowie Sorau zurückerhielt. 1518 verzichtete Kursachsen endgültig auf den Anspruch auf die beiden Herrschaften.

### Der Übergang der Herrschaften Beeskow und Storkow an Brandenburg
Die endlosen Prozesse um die Rückgabe und auch Streitereien mit der Verwandtschaft kosteten viel Geld. 1518 schließlich verpfändete Ulrich V. von Bieberstein mit Einverständnis des Königs von Böhmen die Herrschaften Beeskow und Storkow um 45.000 Rheinische Gulden an den Bischof von Lebus Dietrich von Bülow. 1551 starb die Familie der Biebersteiner im Mannesstamm aus, und deren böhmische Lehen fielen nun an den böhmischen König Ferdinand I. zurück. Er wollte auch die Pfandherrschaft der Bischöfe von Lebus auf die Herrschaften Beeskow und Storkow nicht verlängern. Allerdings zogen sich die Verhandlungen über die Feststellung von Ausgleichszahlungen für während der Pfandherrschaft geleistete Verbesserungen in die Länge. Im Juni 1556 starb Bischof Johann VIII. von Lebus, und das Lebuser Domkapitel wählte nun den zehnjährigen Enkel des brandenburgischen Kurfürsten Joachim II., Joachim Friedrich zum neuen Bischof von Lebus. Die Vormundschaft über den noch unmündigen Bischof übernahm der Kurprinz Johann Georg, dessen erste größere Handlung als Vormund war, die Pfandherrschaft über die Herrschaften Beeskow und Storkow seinem Onkel, Markgraf Johann von Küstrin für 45.000 rheinische Gulden zu verkaufen. Am 15. Februar 1556 wurden die beiden Herrschaften formell übergeben. Der Vormund verpflichtete sich aber auch, die Einwilligung des böhmischen Königs (und späteren deutschen Königs und Kaiser) Ferdinand als Lehensherrn einzuholen. König Ferdinand verweigerte seine Zustimmung, ließ sich jedoch 1557 auf eine Verlängerung der Pfandherrschaft um weitere zehn Jahre gegen Zahlung von 85.587 Talern ein. 1558 erfolgte eine weitere Zahlung von 20.000 Talern, mit der sich das Pfand auf „ewige Zeiten“ verlängerte. Ferdinand hatte sich aber die Steuern und die Biergelder (Steuern auf Bier) vorbehalten. Diese Privilegien waren nur gegen eine weitere Zahlung von 20.000 Talern zu erhalten. Ferdinand erhielt außerdem noch ein weiteres Darlehen über 20.000 Taler, das nur im Falle der Auslösung der beiden Herrschaften fällig werden sollte.
1571 starb Johann von Küstrin, Markgraf der Markgrafschaft Brandenburg-Küstrin und kurz danach auch der brandenburgische Kurfürst Joachim II. Johann von Küstrin war ohne männliche Erben gestorben und vererbte seinen Teil der Markgrafschaft Brandenburg an Joachims Sohn Johann Georg; die Markgrafschaft war wieder unter einem Herrscher vereinigt. 1575 wurde Johann Georg schließlich mit beiden Herrschaften durch Kaiser Maximilian II., in seiner Funktion als böhmischer König, erblich belehnt. Im Falle des Aussterbens der Hohenzollern in männlicher Linie sollten die beiden Herrschaften an die böhmische Krone zurückfallen, ohne dass die Pfandsummen erstattet würden. Die formelle Übergabe der beiden Herrschaften fand am 22. Februar 1576 statt. Die böhmische Oberlehensherrschaft über die Herrschaften Beeskow und Storkow blieb jedoch nominell bis 1742 bestehen.
Die Herrschaft Storkow hatte zwar über lange Zeit eine gemeinsame Geschichte mit der Herrschaft Beeskow; die beiden Herrschaften wurden daher auch als Herrschaft(en) Beeskow und Storkow bezeichnet. Allerdings kam es nie zur formellen Vereinigung der beiden Herrschaften. Letztendlich ging aus den beiden Herrschaften der Beeskow-Storkowische Kreis hervor, der in dieser Form bis 1816 Bestand hatte. Er war dem Regierungsbezirk Potsdam zugeordnet.

### Das Amt Storkow
Aus dem herrschaftlichen Besitz bzw. Hausbesitzungen oder direkten, nicht verlehnten Besitzungen der Biebersteiner in der Herrschaft Storkow entstand schon Ende des 15. Jahrhunderts das Amt Storkow, das später unter den Bischöfen von Lebus und vor allem unter Johann von Küstrin vergrößert wurde. Weitere Zukäufe fanden unter den brandenburgischen Kurfürsten und preußischen Königen statt. Das Amt Storkow wurde 1872/4 aufgelöst.

### Die Herrschaft(en) Beeskow und Storkow nach 1816
Mit der Kreisreform von 1816 wurden nun die beiden Herrschaften verwaltungstechnisch voneinander getrennt. Das Gebiet der ehemaligen Herrschaft Storkow wurde mit dem Kreis Teltow zum Kreis Teltow-Storkow vereinigt. Der Kreis Teltow-Storkow wurde dem Regierungsbezirk Potsdam zugeordnet. Das Gebiet der Herrschaft Beeskow wurde an den Lübbener Kreis angeschlossen, der dem Regierungsbezirk Frankfurt an der Oder zugeteilt wurde. 1835 wurde der Kreis Teltow-Storkow aufgelöst und der Status quo ante wieder hergestellt, ebenso wurde die Herrschaft Beeskow wieder vom Lübbener Kreis abgetrennt. Die beiden Herrschaften Beeskow und Storkow wurden zum Kreis Beeskow-Storkow vereinigt, der in dieser Form bis 1950 bestand.
1950 wurde im Wesentlichen aus dem Landkreis Beeskow-Storkow der neue Kreis Fürstenwalde geschaffen. Dafür wurden die Stadt Fürstenwalde und verschiedene andere Gemeinden vom Kreis Lebus abgetrennt. Der südliche Teil des Landkreises Beeskow-Storkow wurde abgetrennt und an den Landkreis Lübben angeschlossen. Dieser große Kreis Fürstenwalde wurde aber schon 1952 in einen verkleinerten Kreis Fürstenwalde und einen neuen Kreis Beeskow aufgeteilt. Dieser neue Kreis Beeskow hatte aber nicht mehr den Umfang des alten Landkreises Beeskow-Storkow.

### Die zur Herrschaft Storkow gehörigen Orte
Nach Bratring wurden um 1800 folgende Orte zur Herrschaft Storkow gerechnet:
- Alt-Hartmannsdorf (heute Gemeindeteil Hartmannsdorf der Gemeinde Spreenhagen)
- Alt-Markgrafpieske (Ortsteil Markgrafpieske der Gemeinde Spreenhagen)
- Alt-Schadow (Ortsteil der Gemeinde Märkische Heide)
- Alt Stahnsdorf (Ortsteil der Stadt Storkow (Mark))
- Bindow (Ortsteil der Gemeinde Heidesee)
- Birkholz (Gemeindeteil der Gemeinde Münchehofe)
- Blossin (Ortsteil der Gemeinde Heidesee)
- Braunsdorf (Ortsteil der Gemeinde Spreenhagen)
- Briesenluch (Gemeindeteil der Gemeinde Spreenhagen)
- Bugk (Ortsteil der Stadt Storkow (Mark))
- Busch (Gemeindeteil von Görsdorf b. Storkow, einem Ortsteil der Stadt Storkow (Mark))
- Dahmsdorf (Ortsteil der Gemeinde Reichenwalde)
- Dannenreich (Ortsteil der Gemeinde Heidesee)
- Dolgenbrodt (Ortsteil der Gemeinde Heidesee)
- Klein Eichholz (Gemeindeteil von Streganz)
- Friedersdorf (Ortsteil der Gemeinde Heidesee)
- Friedrichshof (Gemeindeteil von Dannenreich, einem Ortsteil der Gemeinde Heidesee)
- Göllmitz (Gemeindeteil von Braunsdorf, einem Ortsteil der Gemeinde Spreenhagen)
- Görsdorf (Ortsteil der Stadt Storkow (Mark))
- Groß Eichholz (Ortsteil der Stadt Storkow (Mark))
- Groß Schauen (Ortsteil der Stadt Storkow (Mark))
- Groß Wasserburg (Ortsteil der Gemeinde Krausnick-Groß Wasserburg)
- Hartmannsdorf (Ortsteil der Gemeinde Spreenhagen)
- Hermsdorf (Ortsteil der Gemeinde Münchehofe)
- Hüttenplatz (Wohnplatz im Ortsteil Alt-Schadow der Gemeinde Märkische Heide)
- Kablow (Ortsteil der Stadt Königs Wusterhausen)
- Kehrigk (Ortsteil der Stadt Storkow (Mark))
- Ketschendorf (ursprünglich wohl Herrschaft Storkow, später Herrschaft Beeskow) (heute Fürstenwalde-Süd)
- Kirchhofen (Gemeindeteil der Gemeinde Spreenhagen)
- Klein Schauen (Ortsteil der Stadt Storkow (Mark))
- Klein Wasserburg (Gemeindeteil der Gemeinde Münchehofe)
- Köthen (Gemeindeteil der Stadt Märkisch Buchholz)
- Kolberg (Ortsteil der Gemeinde Märkische Heide)
- Kolpin (Ortsteil der Gemeinde Reichenwalde)
- Krausnick (Ortsteil der Gemeinde Krausnick-Groß Wasserburg)
- Kummersdorf (Ortsteil der Stadt Storkow (Mark))
- Langendamm (Wohnplatz im Ortsteil Markgrafpieske der Gemeinde Spreenhagen)
- Langewahl (ursprünglich Herrschaft Beeskow, später Exklave der Herrschaft Storkow)
- Lebbin (Gemeindeteil im Ortsteil Markgrafpieske der Gemeinde Spreenhagen)
- Leibsch (Ortsteil der Gemeinde Unterspreewald)
- Märkisch Buchholz (Stadt)
- Münchehofe (Gemeinde)
- Neu Hartmannsdorf (Gemeindeteil von Hartmannsdorf, einem Ortsteil der Gemeinde Spreenhagen)
- Neu Lübbenau (Ortsteil der Gemeinde Unterspreewald)
- Neu Markgrafpieske (heute im Ortsteil Markgrafpieske der Gemeinde Spreenhagen aufgegangen)
- Neu Schadow (Ortsteil der Gemeinde Märkische Heide)
- Neu Stahnsdorf (Wohnplatz im Ortsteil Stahnsdorf der Stadt Storkow (Mark))
- Neu Waltersdorf (Wohnplatz im Ortsteil Markgrafpieske der Gemeinde Spreenhagen)
- Neu Zittau (Ortsteil der Gemeinde Gosen-Neu Zittau)
- Niederlehme (Ortsteil der Stadt Königs Wusterhausen)
- Petersdorf (Ortsteil der Gemeinde Bad Saarow)
- Prieros (Ortsteil der Gemeinde Heidesee)
- Rauen (Gemeinde)
- Reichenwalde (Gemeinde)
- Rieplos (Ortsteil der Stadt Storkow (Mark))
- Saarow (Gemeinde)
- Schwerin (Ortsteil der Stadt Storkow (Mark))
- Selchow
- Silberberg (Wohnplatz der Gemeinde Bad Saarow)
- Skaby (Wohnplatz in der Gemeinde Spreenhagen)
- Spreenhagen (Gemeinde)
- Storkow (Mark) (Stadt)
- Streganz (Ortsteil der Gemeinde Heidesee)
- Uckley (Wohnplatz von Zernsdorf, einem Ortsteil der Stadt Königs Wusterhausen)
- Wendisch Rietz (Gemeinde)
- Wenzlow (Ortsteil der Gemeinde Heidesee)
- Wernsdorf (Ortsteil der Stadt Königs Wusterhausen)
- Wochowsee (Ortsteil der Stadt Storkow (Mark))
- Wolzig (Ortsteil der Gemeinde Heidesee)
- Wulschen (in Markgrafpieske aufgegangen; Wulschener Straße)
- Zernsdorf (später nicht mehr zur Herrschaft Storkow gehörig)

### Die Exklaven der Herrschaft Storkow in der Niederlausitz
Zur Herrschaft Storkow gehörten die folgenden Exklaven in der Niederlausitz:
- Alteno (Gemeindeteil von Duben, einem Ortsteil der Stadt Luckau)
- Groß Beuchow (nur anteilig) (Ortsteil der Stadt Lübbenau/Spreewald)
- Groß Lübbenau (Ortsteil der Stadt Lübbenau/Spreewald)
- Hartmannsdorf (Ortsteil der Stadt Lübben (Spreewald))
- Kaden (Gemeindeteil im Ortsteil Duben der Stadt Luckau)
- Kreblitz (Teilbesitz) (Ortsteil der Stadt Luckau)
- Stöbritz (Wohnplatz im Ortsteil Willmersdorf-Stöbritz der Stadt Luckau)
- Vorberg (devastiert)
- Willmersdorf (Wohnplatz im Ortsteil Willmersdorf-Stöbritz der Stadt Luckau)

Die Exklaven dürften wohl als frühere Teile der Herrschaft Reichwalde an die Herrschaft Storkow gekommen sein (s. o.). Diese Orte wurden in der Kreisreform von 1816 den jeweiligen Kreisen zugeordnet, in denen sie lagen. Groß Beuchow, Groß Lübbenau, Stöbritz, Vorberg und Willmersdorf wurden dem Kreis Calau zugeschlagen, Hartmannsdorf kam zum Kreis Lübben und Alteno, Kaden und Kreblitz zum Kreis Luckau.